# Scopelocheirus crenatus
Scopelocheirus crenatus är en kräftdjursart som beskrevs av Charles Spence Bate 1857. Scopelocheirus crenatus ingår i släktet Scopelocheirus, och familjen Scopelocheiridae. Arten är reproducerande i Sverige.